# مدرسه ملی فیلم و تلویزیون
مدرسه ملی فیلم و تلویزیون (انگلیسی: National Film and Television School)، (اختصاری NFTS)؛ مؤسسه‌ای آموزشی در زمینهٔ فیلم، تلویزیون و بازی‌های رایانه‌ای است که در سال ۱۹۷۱ در استودیوهای بیکنزفیلد، در شهرستان بیکنزفیلد، باکینگهام‌شر، انگلستان بنیان‌گذاری شد. این مدرسه به‌عنوان یکی از معتبرترین مراکز آموزش تولیدات تصویری در سطح بین‌المللی شناخته می‌شود و در رتبه‌بندی سال ۲۰۲۴ نشریهٔ هالیوود ریپورتر در میان ۱۵ مدرسهٔ برتر فیلم جهان جای گرفته است.
تا سال ۲۰۲۱ بیش از ۵۰۰ دانشجوی تحصیلات تکمیلی و حدود ۱۵۰۰ نفر در دوره‌های کوتاه‌مدت در شعبه‌های بیکنزفیلد، گلاسگو، لیدز و کاردیف آموزش دیده‌اند. امکانات این مدرسه شامل صحنه‌های فیلم‌برداری و تلویزیونی، استودیوهای انیمیشن و طراحی تولید، اتاق‌های تدوین، تجهیزات پس‌تولید صدا، استودیو ضبط موسیقی و چهار سالن دوبله است و در اوایل ۲۰۱۷ با اضافه کردن سینمای سوم و یک استودیوی تلویزیونی توسعه یافته است.
بی‌بی‌سی «مدرسه ملی فیلم و تلویزیون» را «مرکز پیشرو در آموزش تولید برنامه‌های فیلم و تلویزیون» نامیده و آن را «مرتبط با نیازهای فعلی و آیندهٔ صنعت» توصیف کرده است. مجله فیلم بریتانیا (به انگلیسی: British Film Magazine) زمانی «مدرسه ملی فیلم و تلویزیون» را به‌عنوان یکی از معدود مدارسی توصیف کرد که «بسیار بسیار نزدیک» به تضمین شغلی در صنعت فیلم است. وب‌سایت Filmmaking.net این مدرسه را یکی از دو مدرسه فیلم‌سازی خارج از ایالات متحده دانست که از چنین شهرت بین‌المللی بالایی برخوردار است.
آثار دانشجویی این مدرسه طی شش سال گذشته سه بار نامزد جایزهٔ اسکار شده‌اند و در سال ۲۰۱۷ فیلم فارغ‌التحصیلی «داستانی عاشقانه» به کارگردانی و نویسندگی مشترک آنوشکا نانایاکارا، جایزهٔ انیمیشن کوتاه بریتانیایی آکادمی فیلم بریتانیا (بفتا) را در هفتادمین دوره جوایز بفتا دریافت کرد. در سال ۲۰۱۸ نیز «مدرسه ملی فیلم و تلویزیون» جایزهٔ مشارکت برجستهٔ بریتانیا در سینما را از آکادمی هنرهای فیلم و تلویزیون بریتانیا دریافت نمود.